# Spină bifidă

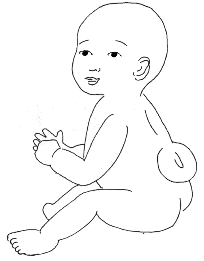
Spină bifidă la un sugar

Spina bifidă (din Latină: „spina bifida”) este un defect congenital al coloanei vertebrale care constă în lipsa sudurii complete a arcului vertebral care determină dezvoltarea incompletă a tubului neural din zona lombară sau sacrală.
Termenul este generic pentru mai multe afecțiuni cu gravitate deosebite între ele după cum urmează:
- spină bifidă ocultă (ascunsă)- este cea mai ușoară formă
- spină bifidă manifestă
  - meningocel
  - mielomeningocel

## Clasificare

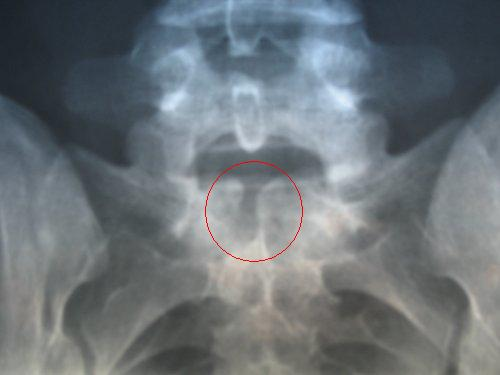
Radiografie care arată spină bifidă ocultă la nivelul vertebrei S-1

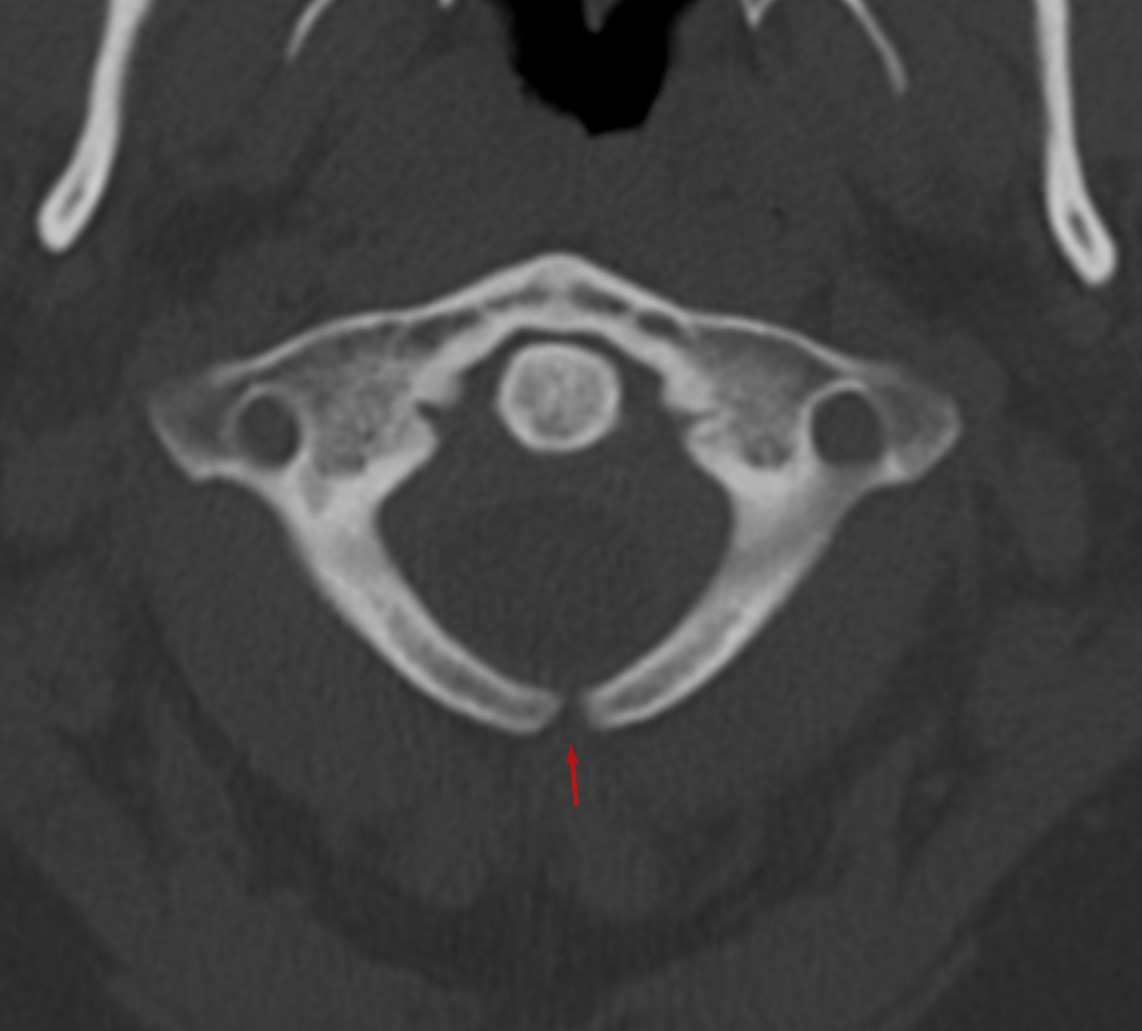
Computertomografie care arată arcul nesudat al vertebrei C1.

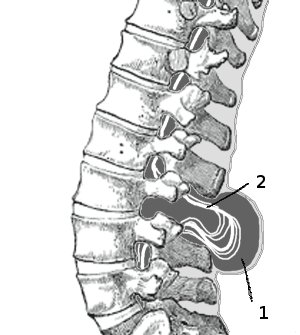
Meningomiocel în zona lombară
(1) Sac extern cu lichid cefalorahidian(LCR)
(2) Măduva spinării herniată și prinsă între vertebre

### Spină bifidă ocultă
Este forma cea mai ușoară(ascunsă) a spinei bifide.
La această afecțiune, cum se vede și în imaginea radiografiei, partea exterioară a vertebrelor nu este complet sudată. Despicătura dintre vertebre este atât de măruntă încât măduva spinării nu herniază. Pielea în zona leziunii poate să apară normală dat poate să crească și câteva fire de păr sau să apară un nev.
Cele mai multe persoane cu această afecțiune nu află niciodată de existența ei, fiind în cele mai multe cazuri asimptomatic, coloana vertebrală fiind adesea neafectată. Incidența spinei bifide oculte este de aproximativ 10% din populație,

### Meningocel
Meningocelul este forma cea mai rară a spinei bifide, se mai numește și chist meningeal. Meningocelul afectează meningele(membrana care acoperă măduva spinării) și care iese(herniază) printr-o breșă, formând un mic sac, care se numește meningocel (în limba greacă meminx=membrană, kele=umflătură).
În cazul meningocelului posterior vertebra se dezvoltă normal, cu toate acestea, meningele herniază între vertebre. Dacă sistemul nervos rămâne neafectat, sunt șanse mici ca bolnavul să prezinte probleme de sănătate pe termen lung.

### Mielomeningocel
Mielomeningocelul este forma cea mai frecventă și severă de spină bifidă, cu complicațiile cele mai grave. 
Mielomeningocelul apare atunci când meningele și măduva spinării ies prin spațiul intervertebral(herniază) sub forma unui sac. 
Spina bifidă cu mieloschizis este forma cea mai gravă a mielomeningocelului. La acest tip de afecțiune zona afectată este reprezentată de o masă de țesut nervos fără membrană de protecție, ceea ce expune bebelușii la infecții periculoase cum ar fi meningita.
Deoarece măduva spinării prin creștere exercită tracțiune asupra măduvei, circulația lichidului cerebrospinal este întreruptă motiv pentru care cei mai mulți copii care se nasc cu acest tip de spină bifidă prezintă și hidrocefalie (o acumulare de fluid în creier și în jurul creierului).
Ca rezultat al mielomeningocelului poate să apară paralizie sau pierderea simțurilor sub nivelul afecțiunii, probleme de mers, deformarea bazinului, picioarelor sau pierderea tonusului muscular.